# Предраг Мики Манојловић
Предраг Мики Манојловић (Ниш, 5. април 1950) српски је глумац.

## Биографија
Према његовим речима, пета је генерација рођена у Београду. Манојловићев прадеда био је економиста Пера Манојловић, први директор српске Народне банке у време када је Ђорђе Вајферт био гувернер, док је његов деда Милан Манојловић дипломирао у Француској, инжењер шумарства и рударства, који је за свој рад добио пет српских, југословенских као и три француска одликовања.
Рођен је у породици позоришних глумаца, његови родитељи су глумац Иван Манојловић и глумица Зорка Манојловић.
После завршене Академије наступа у позоришту. Каријеру на телевизији почиње у серији Отписани (1974). Играо је у култној серији Грлом у јагоде (1976) режисера Срђана Карановића. На филму је сарађивао са Емиром Кустурицом. После филма „Подземље (1995) почиње да снима и у иностранству. Неки од познатијих филмова у којима је играо су: Црна мачка, бели мачор, Подземље, Туђа Америка, Танго аргентино, Ми нисмо анђели и Завет.
За заслуге у области позоришта и филма у југоисточној Европи, 2011. је проглашен за почасног доктора Европске филмске академије.
Са првом супругом Искром Узелац има ћерку Чарну, а са другом Тамаром Вучковић има сина Ивана.

## Награде и одликовања
- „Златна арена“ за главну мушку улогу на фестивалу у Пули 1983. године, добија за филм Нешто између.
- „Златна арена“ за главну мушку улогу на фестивалу у Пули 1985. године, добија за филм Отац на службеном путу.
- Награда „Павле Вуисић“ (2004), која се додељује глумцу за животно дело.
- Награда Миливоје Живановић (2012 у Пожаревцу), за улогу Милана у представи „Кумови“ у режији Душана Ковачевића, а у извођењу Звездара театра из Београда.[4]
- Добричин прстен (2012)[5][6]
- Специјална Златна Камера 300 - од Међународни фестивал филмске камере „Браћа Манаки“
- Награда „Стефан Првовенчани” (2016)[7]
- Награда за животно дело фестивала у Нансију (2016)[8]
- Награда Источна звезда 32. Филмског фестивала у Трсту[9]
- Београдски победник, за изузетан допринос филмској уметности, додељена у оквиру 50. издања ФЕСТ-а (2022)[10]
- Награда „Златни студио” за глумца године у Хрватској (2023)[11]
- Златни печат Југословенске кинотеке (2024)[12]

Одликовања
- Француски Орден уметности и књижевности у рангу витеза (2017)[13]
- Орден Карађорђеве звезде првог степена (2021)[14]

## Улоге
| Год.        | Назив                                      | Улога                   |
| ----------- | ------------------------------------------ | ----------------------- |
| 1970-е      |                                            |                         |
| 1971.       | Чедомир Илић (серија)                      |                         |
| 1972.       | Сарајевски атентат (ТВ)                    | Цвјетко Поповић         |
| 1972.       | Јелисаветини љубавни јади због молера (ТВ) | Милован                 |
| 1972.       | Смех са сцене: Атеље 212                   |                         |
| 1972.       | Грађани села Луга (серија)                 | Милан                   |
| 1972.       | Мајстори (серија)                          | Пицопевац               |
| 1973.       | Слике без рама из дечијих књига (серија)   |                         |
| 1974.       | Једног лепог, лепог дана                   |                         |
| 1974.       | Зашто је пуцао Алија Алијагић (ТВ)         | Стево Ивановић          |
| 1974.       | Кошава                                     | Брадоња - шверцер       |
| 1975.       | Награда године                             |                         |
| 1975.       | Синови                                     | Паја                    |
| 1974-1975.  | Отписани                                   | Паја                    |
| 1975.       | Живот је леп (серија)                      | Мића                    |
| 1976.       | Похвала свету                              |                         |
| 1976.       | Прича о војнику                            |                         |
| 1976.       | Иди тамо где те не познају                 |                         |
| 1976.       | Морава 76 (серија)                         | Мацко                   |
| 1976.       | Грлом у јагоде (серија)                    | Мики Рубироза           |
| 1977.       | Хајка                                      | Шако                    |
| 1977.       | Усијане главе                              | Миланче                 |
| 1978.       | Посљедњи подвиг диверзанта Облака          |                         |
| 1979.       | Моћ говора                                 |                         |
| 1979.       | Вечера за Милицу                           | Професоров син          |
| 1980-е      |                                            |                         |
| 1980.       | Кадињача                                   |                         |
| 1981.       | Сок од шљива                               | Мики Рудински           |
| 1981.       | Пикник у тополи                            | Човек за шанком         |
| 1981.       | Само једном се љуби                        | Томислав                |
| 1981.       | Сезона мира у Паризу                       | Јоско                   |
| 1981.       | Седам секретара СКОЈ-а (серија)            | Златко Шнајдер          |
| 1982.       | Тринаести јул                              | Бранко                  |
| 1982.       | Мачор на усијаном лименом крову (ТВ)       | Петар Остојић-Аџија     |
| 1983.       | Нешто између                               | Јанко                   |
| 1983.       | Марија, где си...? (ТВ)                    | Данило                  |
| 1984.       | Нешто између (ТВ серија)                   | Јанко                   |
| 1984.       | Штефица Цвек у раљама живота (серија)      |                         |
| 1984.       | У раљама живота                            | Шофер                   |
| 1985.       | То није мој живот, то је само привремено   |                         |
| 1985.       | Тајванска канаста                          | Раде Сељак              |
| 1985.       | Јагоде у грлу                              | Мики Рубироза           |
| 1985.       | Отац на службеном путу                     | Мехмед Меса Зољ         |
| 1985.       | За срећу је потребно троје                 | Драго                   |
| 1987.       | (серија)                                   | Едвард Теллер           |
| 1987-1988.  | Вук Караџић                                | Вук Караџић             |
| 1989.       | Време чуда (серија)                        | Никодим                 |
| 1989.       | Време чуда                                 | Никодим                 |
| 1989.       | Сеобе                                      | Арнолд де Сабрант       |
| 1990-е      |                                            |                         |
| 1990.       | Баал (ТВ)                                  | Баал                    |
| 1990.       |                                            | Адриан                  |
| 1992.       | Ми нисмо анђели                            | Милан                   |
| 1992.       | Танго аргентино                            | Отац                    |
| 1992.       | Тито и ја                                  | Отац                    |
| 1993.       | Броз и ја (ТВ серија)                      | Отац                    |
| 1994.       |                                            | Карло                   |
| 1995.       | Подземље                                   | Марко Дрен              |
| 1995.       | Туђа Америка                               | Бајо                    |
| 1996.       |                                            | Алфонс                  |
| 1996.       | (ТВ)                                       |                         |
| 1997.       | Циганска магија                            | Таип                    |
| 1997.       |                                            | Агостино Таси           |
| 1998.       | Месар                                      | месар                   |
| 1998.       | Ране                                       | Стојан                  |
| 1998.       | Буре барута                                | Мане (Мајкл), повратник |
| 1998.       | Црна мачка, бели мачор                     | свештеник               |
| 1999.       |                                            |                         |
| 1999.       |                                            |                         |
| 1999.       |                                            |                         |
| 2000-е      |                                            |                         |
| 2000.       |                                            | Нандо Пепи              |
| 2000.       |                                            | Le mage Bodel}-         |
| 2000.       |                                            | Саломон                 |
| 2001.       |                                            | Ерострат                |
| 2001.       |                                            | Перон                   |
| 2003.       |                                            | Шејтан                  |
| 2003.       | Дуга поноћ (ТВ)                            | Агент                   |
| 2003.       |                                            | Абдул Азиз              |
| 2003.       | Мали свет                                  | Др. Филип Костић        |
| 2003.       |                                            | Дак                     |
| 2004.       |                                            | новинар                 |
| 2004.       |                                            | Ујак Анте               |
| 2004.       |                                            | Франсис                 |
| 2004.       | 100 минута славе                           | Бела Цикош              |
| 2005.       | Ми нисмо анђели 2                          | Милан                   |
| 2005.       |                                            | Сергеј                  |
| 2005.       |                                            |                         |
| 2007.       |                                            | Тодор                   |
| 2007.       | Клопка                                     | Коста Антић             |
| 2007.       | Ирина Палм                                 | Мики                    |
| 2007.       | Хадерсфилд                                 | Песник                  |
| 2007.       | Завет                                      | Газда Бајо              |
| 2008.       | На лепом плавом Дунаву                     | Карл из Шведске         |
| 2008.       |                                            | Баи Дан                 |
| 2008.       |                                            | Фјодор Достојевски      |
| 2008.       |                                            | Нерио Винч              |
| 2009.       | Беса                                       | Азем                    |
| 2009.       | На терапији                                | Љубомир Божовић         |
| 2010-е      |                                            |                         |
| 2010.       | Нека остане међу нама                      | Никола                  |
| 2010.       | Циркус Колумбија                           | Дивко Бунтић            |
| 2014.       | Ургентни центар (српска ТВ серија)         | начелник Шћепановић     |
| 2014.       | До балчака                                 | Богдан                  |
| 2020-е      |                                            |                         |
| 2020–       | Јужни ветар (ТВ серија)                    | Цар                     |
| 2021.       | Јужни ветар 2: Убрзање                     | Цар                     |
| 2022.       | Траг дивљачи                               | Благоје                 |
| 2022.       | Било једном у Србији                       | Газда Мита              |
| 2022.       | Било једном у Србији (ТВ серија)           | Газда Мита              |
| 2023.       | Чувари формуле                             | Павле Савић             |
| 2024.       | Време смрти (ТВ серија)                    | Аћим Катић              |
| надолазећи. | Златни рез 42                              |                         |
| надолазећи. | Дјеца Козаре                               |                         |
| надолазећи. | Апсурдни експеримент                       |                         |